# خیرگی

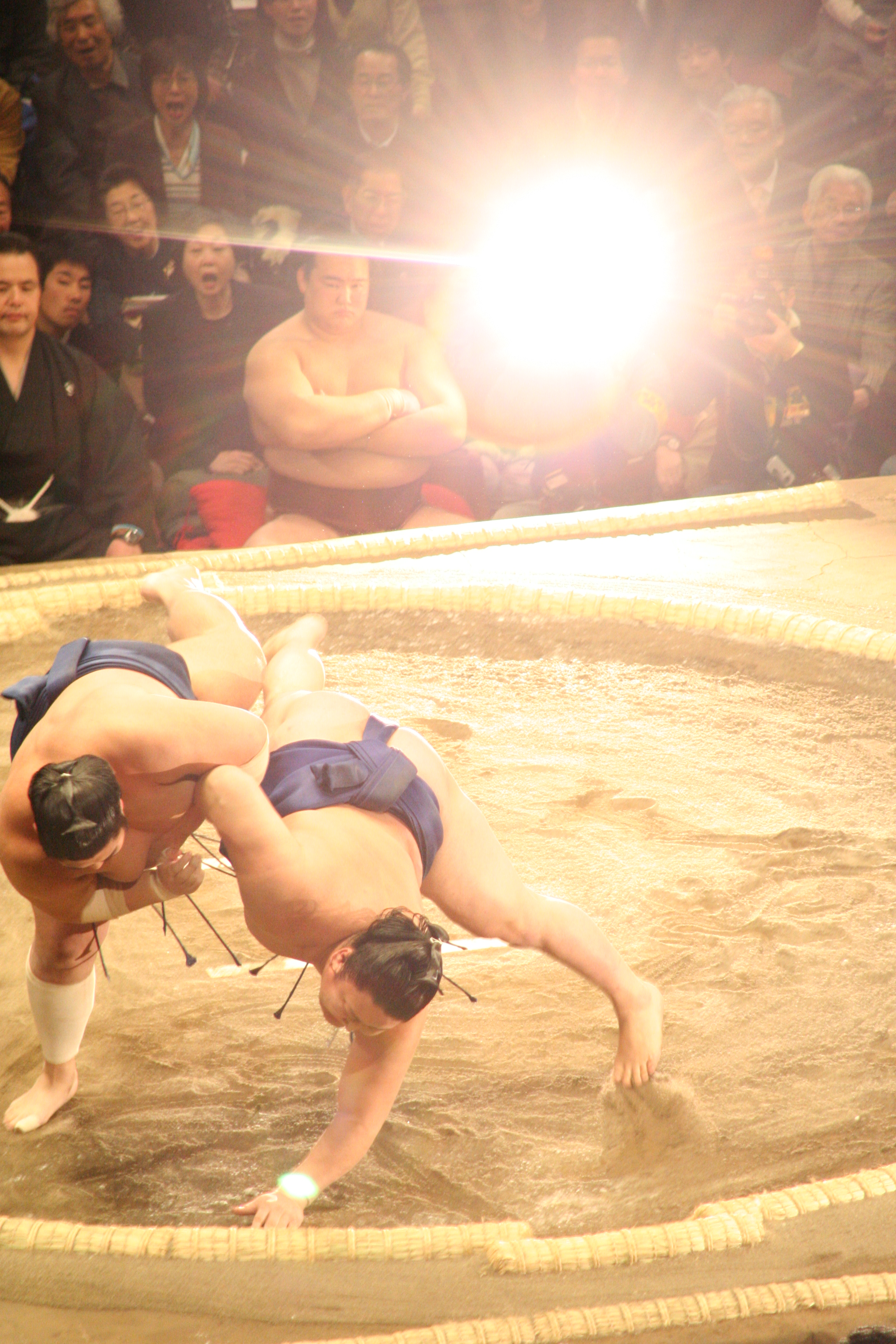
خیرگی ناشی از فلاش دوربین در یک مسابقهٔ سومو

خیرگی یکی از عوامل آزاردهنده در روشنایی است که موجب می‌شود حوزهٔ دید محدود شود و چشم و ذهن افراد را دچار خستگی می‌کند. خیرگی می‌تواند بر اثر استفاده از چراغ‌های نامناسب، قرارگرفتن چراغ یا پنجره در موقعیت نامناسب، یا انعکاس بیش از اندازهٔ سطوح ایجاد شود. برای جلوگیری از خیرگی ناتوان‌کننده چراغ‌ها باید با زاویهٔ ۴۵ درجه از خط دید چشم نصب شوند. هرچه زاویهٔ بین منبع نور و خط دید بیشتر باشد خیرگی کمتر خواهد بود و بهتر است رفلکتور دور چراغ بگونه‌ای انتخاب شود که لامپ درون آن مستقیماً دیده نشود.
خیرگی ناتوان‌کننده اصطلاحی است برای اشاره به خیرگی‌ای که مخل دیدن اشیاء باشد و الزاماً ناراحت‌کننده نیست.

## جلوگیری از خیرگی هنگام نصب چراغ‌ها
برای جلوگیری از خیرگی بهتر است نکات زیر در محل نصب چراغ در نظر گرفته شود:
- هرچه ارتفاع نصب چراغ بیشتر باشد خیرگی کمتر خواهد بود.
- در اتاق‌های بزرگ به علت وجود منابع نور متعدد اجتناب از خیرگی سخت‌تر است.
- بهتر است زمینهٔ منبع روشنایی (که معمولاً سقف است) رنگ روشنی داشته باشد تا نسبت درخشندگی بین لامپ و زمینه متناسب گردند. دیوارها روشنی متوسط و کف‌ها تیره‌تر باشند و ضرایب بازتاب استانداردی داشته باشند.
- بهتر است افزون بر روشنایی عمومی، از روشنایی موضعی مناسب نیز استفاده شود.
- برای بازرسی ظروف شیشه‌ای نیمه‌شفاف بهتر است منبع نور از پایین و از راه یک صفحهٔ شفاف یا شیشهٔ مات تابیده شود.
- تا حد امکان منابع بازتاب‌دهندهٔ نور باید از جلوی دید چشم جمع‌آوری شوند یا با مواد غیرقابل انعکاس پوشانده شوند.
- برای تأمین روشنایی کارهای دقیق مثل نقشه‌کشی و طراحی می‌توان از چراغ‌هایی که در داخل سقف کاذب قرار می‌گیرند استفاده نمود.
- نمایشگرهای رایانه و دیگر نمایشگرها باید به گونه‌ای قرار بگیرند که بازتاب‌دهندهٔ نور منابع روشنایی نباشند.